# Legiša
Legiša je priimek več znanih Slovencev:

## Znani nosilci priimka
- Anton Legiša (1921—2011), italijanski duhovnik klaretinec in teolog slovenskega rodu
- Božena Legiša (1920—2019), prevajalka
- Dragomir Legiša (1925—2014), italijanski novinar, politik in publicist slov. rodu
- Hinko Legiša (1884—1964), šolnik
- Ivan Legiša (Ivan Burnik) (*1934), pesnik (v Avstraliji)
- Janko Legiša (*1935), strojnik
- Lia Legiša, jezikoslovka, sociolingvistka
- Lino Legiša (1908—1980), literarni zgodovinar, filolog, kritik
- Matic Legiša (*1956), biotehnolog
- Miroslav Legiša (1896—1970), živinozdravnik
- Peter Legiša (*1950), matematik, univ. prof.
- V(era?) Legiša, zdravnik(-ca?)
- Zvonko Legiša (*1947), učitelj in kulturni delavec